# خافيير دورادو
فرانثيسكو خافيير دورادو بييلسا (بالإسبانية: Francisco Javier Dorado Bielsa )‏ (17 فبراير 1977 بطلبيرة في إسبانيا - 27 فبراير 2025) هو لاعب كرة قدم إسباني في مركز الدفاع. شارك مع منتخب إسبانيا تحت 21 سنة لكرة القدم. أما مع النوادي، فقد لعب مع أتليتيكو بالياريس ورايو فايكانو وريال سبورتينغ خيخون وريال مايوركا وريال مدريد ج وريال مدريد كاستيا وريال مدريد ونادي ألميريا ونادي سالامانكا ونادي مالقا.

## الوفاة
توفي دورادو في 27 فبراير 2025 عن ثمانيةٍ وأربعين عامًا بسبب سرطان الدم.

## روابط خارجية
- خافيير دورادو على موقع الاتحاد الدولي (مؤرشف)  (الإنجليزية)
- خافيير دورادو على موقع قاعدة بيانات كرة القدم.إي يو (الإنجليزية)
- خافيير دورادو على موقع Soccerway.com (الإنجليزية)
- خافيير دورادو على موقع عالم كرة القدم.نت (الإنجليزية)
- خافيير دورادو على موقع أوليمبيديا (الإنجليزية)